# Samuel T. Helland

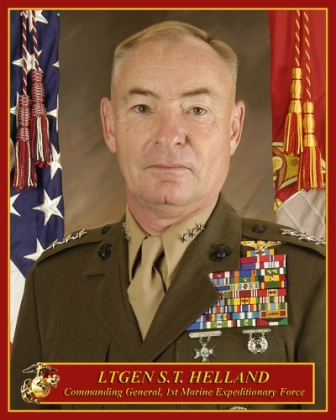
Samuel T. Helland

Samuel T. Helland (* 1947/48) ist ein ehemaliger Lieutenant General des US Marine Corps und war vom November 2007 bis Ende 2009 der Kommandierende General der I. Marine Expeditionary Force (I MEF).

## Militärische Laufbahn
Samuel T. Helland hat einen Bachelor of Science der University of Minnesota in Duluth und einen Master of Science der Troy State University. Er ist zudem Absolvent des US Marine Corps Command and Staff College und des Industrial College of the Armed Forces der National Defense University.
Helland begann seine militärische Laufbahn als Soldat in der US Army im Jahre 1968, dem Höhepunkt der US-Truppenkonzentration im Vietnamkrieg. Er diente drei Jahre lang im US Army Special Forces Command, darunter eine Tour of Duty mit der 5th Special Forces Group (ABN) des Military Advisory Command (Special Observations Group) in Vietnam. 1973 schloss Helland dann die Officer Candidate School des US Marine Corps ab und wurde 1974 als Marineflieger auf dem CH-53 „Sea Stallion“ ausgebildet.
Seine Verwendungen in der Folgezeit schließen Dienstrunden mit amphibischen Einheiten, Flugkampfelementen und Joint Task Forces ein. Während dieser Zeit sammelte Helland auch Kampferfahrung in den Operationen Desert Shield/Storm. Nach dem Abschluss des US Marine Corps Command and Staff College im Jahre 1987 wurde Helland ins Hauptquartier des US Marine Corps versetzt und diente dort als Stabsoffizier der Fachbereich für Luftfahrt und dort in der Abteilung für Luftfahrtprogramme und Waffen. 1990 wurde zur Marine Aircraft Group 26 versetzt und diente dort als Logistikoffizier. Kurz danach wurde Helland dann an den Persischen Golf verlegt, um als Operationsoffizier in der Marine Heavy Helicopter Squadron 461 der Marine Aircraft Group 40 zu dienen.
Nach der Rückkehr in die Vereinigten Staaten übernahm er im Juni 1991 das Kommando über die 461. Staffel und führte diese bis zum Juni 1993. Im Anschluss daran absolvierte er das Industrial College of the Armed Forces der National Defense University. Nach dem Abschluss an diesem College wurde er ins Verteidigungsministerium versetzt und diente dort in der Stabsabteilung J-7, Operationspläne und Interoperabilität des Joint Staff in der Abteilung für konventionelle Kriegspläne. In dieser Abteilung diente er anschließend bis 1996 als Joint Staff Officer. Im August 1996 übernahm Helland mit der 22nd Marine Expeditionary Unit (MEU) wieder ein Truppenkommando und führte den Verband während zweier Dienstrunden in der Mittelmeerregion. Während dieser Zeit unternahm die MEU fünf erfolgreiche Notfalloperationen, inklusive der Joint Task Force Nobel Obelisk unter dem Kommando von Helland in Sierra Leone im Mai 1997.
Im April 1999 übernahm Helland den Posten des stellvertretenden Kommandeurs der Joint Task Force Shining Hope, die humanitäre Hilfe für die albanischen Flüchtlinge aus dem Kosovo in Albanien und Mazedonien leistete. Als er im Juli 1999 wieder zurück in den Vereinigten Staaten war, wurde er nach Norfolk, Virginia, versetzt und diente dort als Direktor für Operationen und Planung im US Joint Forces Command unter Admiral Harold W. Gehman, Jr. Im August 2001 wurde Helland dann stellvertretender Kommandierender General der Marine Forces South/Fleet Marine Forces South in Miami, Florida. Vom August 2003 bis zum Mai 2004 diente Helland als assistierender stellvertretender Commandant für Luftfahrt im Hauptquartier des US Marine Corps. Im Mai 2004 übernahm Helland im Krieg gegen den Terror innerhalb der Operation Enduring Freedom das Kommando über die Combined Joint Task Force Horn of Africa in Dschibuti. Am 5. August 2005 wurde Helland dann als Major General auf die Marine Corps Air Station Miramar, Kalifornien, versetzt und diente dort als Kommandierender General des 3rd Marine Aircraft Wing.
Im Juli 2007 gab er das Kommando dann ab, um in der in Camp Pendleton, Kalifornien, stationierten und im Irakkrieg eingesetzten I. Marine Expeditionary Force (I MEF) den Posten des stellvertretenden Kommandierenden Generals unter James N. Mattis zu übernehmen und damit zudem auch die 1st Marine Expeditionary Brigade zu führen.
Am 5. November 2007 übernahm Helland dann den Posten des Kommandierenden Generals der I MEF von Mattis und übernahm damit zugleich das Kommando über die Marine Corps Forces Central. So übernahm Helland von Mattis auch die Verantwortung für einige der ausstehenden Entscheidungen in den Militärgerichtsverfahren der Marines, die wegen Kriegsverbrechen im Irak unter Anklage standen.
Das Kommando gab er Ende 2009 an Joseph F. Dunford, Jr. ab und trat schließlich in den Ruhestand.